# Pieter Labuschagné
Pieter Hermias Cornelius Labuschagné (ピーター・ラピース・ラブスカフニ?, Pītā Rapīsu Rabusukafuni; Pretoria, 11 gennaio 1989) è un rugbista a 15 nippo-sudafricano che rappresenta il Giappone a livello internazionale.
Milita, nel ruolo di terza linea ala, nel Kubota Spears in Top League.

## Biografia
Proveniente dalle giovanili del Free State in cui militò a partire dal 2007.
Nel 2010 debuttò in prima squadra in Currie Cup e, da studente dell'università dello Stato libero, fu capitano della squadra che prese parte alla Varsity Cup 2012.
Nel 2016 accettò un contratto professionistico in Giappone presso il Kubota Spears in Top League; nel 2018 firmò un contratto con i Sunwolves, franchise giapponese di Super Rugby, fino a tutto aprile di quell'anno, periodo in cui era libero da impegni dal club per cui era tesserato.
Nel 2019, divenuto idoneo per la federazione giapponese avendo militato tre anni consecutivi in campionati da questa organizzati, ricevette la convocazione dalla nazionale, della quale fu designato capitano all'esordio, avvenuto a Kamaishi il 27 luglio contro Figi; un mese più tardi fu convocato alla Coppa del Mondo 2019 nella cui partita inaugurale marcò la sua prima meta internazionale che contribuì alla vittoria 30-10 sulla Russia.

## Palmarès
- Japan Rugby League One: 1
Kubota Spears: 2022-23